# Vertice geodetico
Con il termine di vertice geodetico (o vertice topografico o vertice trigonometrico oppure ancora stazione geodesica) si intende ognuno dei vertici che va a formare una triangolazione o una poligonazione, individuati da segnali geodetici.

## Collocazione

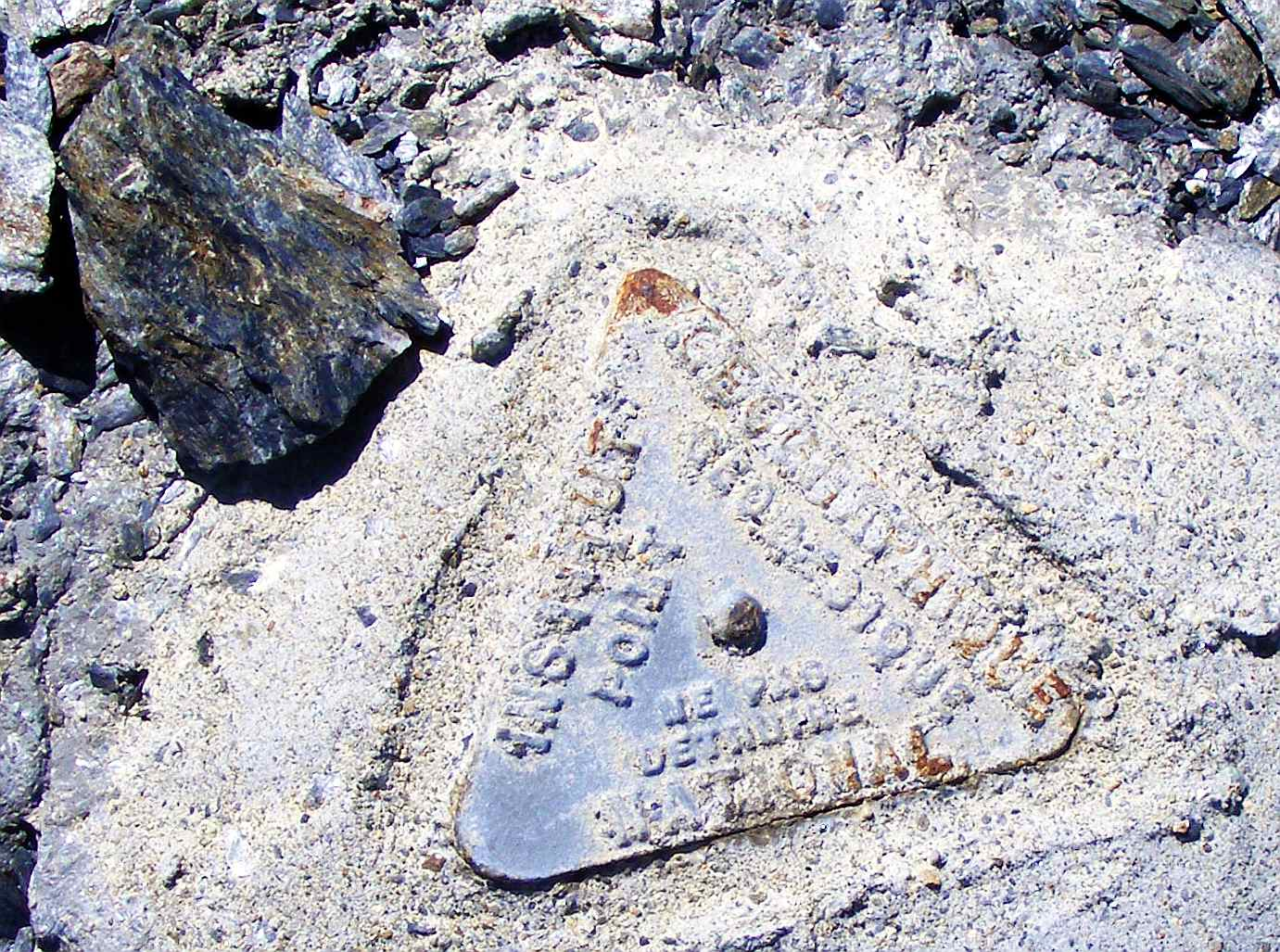
Il segnale geodetico che individua un vertice della rete IGN (Cima Gardiola).

In genere per la collocazione di tali vertici si scelgono punti ben visibili dalle zone circostanti (ad esempio la cima di una montagna, o di una torre) e/o collocati ad una distanza conveniente dagli altri vertici della rete.
L'esatta posizione del punto viene in genere materializzata da manufatti come colonne o pilastri in cemento sui quali possono essere fissati centrini o placche metalliche.